# Le Juge Fayard dit « le Shériff »
Pour plus de détails, voir Fiche technique et Distribution.
Le Juge Fayard dit « le Shériff » est un film de procès français réalisé par Yves Boisset, sorti en 1977. Il est inspiré par l'assassinat du juge François Renaud survenu le 3 juillet 1975.

## Synopsis
Jean-Marie Fayard travaille comme juge d'instruction dans une petite ville de France. Dans son travail au quotidien, il a pour seuls alliés l'inspecteur de police Marec et un collègue juge d'instruction, Steiner, qui est du « syndicat ».
Fayard est intègre, mais son tempérament impétueux et ses méthodes musclées pour obtenir des résultats lui valent d'être surnommé « le Shériff ». Il se rend à l'usine Camus pour notifier au directeur sa mise en détention car l'un de ses salariés vient de mourir d'un accident du travail, soit le quatrième cas en trois ans. Mais les liens de Camus conduisent à une libération rapide, tandis que Fayard est rapidement dessaisi de l'affaire après que ses supérieurs hiérarchiques lui eurent fait comprendre vertement leur désapprobation.
Pendant ce temps, une station-service est braquée et l'un des auteurs, Paulo, est arrêté peu de temps après. Paulo travaille pour une société de sécurité dirigée par Xavier Marcheron, un ancien flic renvoyé pour sa proximité avec le Milieu. Marcheron et deux collègues de Paulo lui fournissent un alibi, mais Fayard veut les faire condamner pour fausses déclarations. Marcheron est convoqué par un ancien officier de l'OAS, Joanno, également connu sous le nom de « Capitaine », devenu marchand de vin. Peu de temps après, le corps de Marcheron est retrouvé sur un chantier de construction, criblé de trois balles.
Fayard rend visite à Paulo dans sa cellule et apprend de lui que Marcheron a été tué par les hommes du gangster Simon Pradal, dit le « Docteur », qui est pourtant emprisonné mais néanmoins toujours à la tête du Gang des « Stéphanois ».
Comprenant qu'il peut se faire tuer s'il est remis en liberté, Paulo admet le vol de la station-service et révèle également à Fayard qu'un certain nombre de criminels jusqu'ici discrets planifient un vol spectaculaire pour lequel ils veulent faire s'évader le « Docteur ». Peu de temps après, celui-ci réussit à s'échapper de prison avec l'aide de Joanno (« le Capitaine »).
Fayard enquête sur le meurtre de Marcheron et trouve, avec l'aide de l'inspecteur Marec, des connexions entre Marcheron et Pradal : l'ex-flic (Marcheron) était, à la veille de son meurtre, dans un bar appartenant à l'ami de Pradal. Fayard se rend au bar et menace de faire fouiller la maison. Peu de temps après, il reçoit une lettre de menace, voit son appartement cambriolé et le lapin de sa petite amie Michèle, professeure, égorgé.
La bande autour de Pradal et Joanno utilise des données que le directeur général d'une société de négoce, Lucien Degueldre dit « Monsieur Paul », leur a fournies pour préparer l'attaque d'un transporteur d'argent chargé de 850 millions de francs. L'attaque a lieu dans un tunnel ; l'un des braqueurs, Bouvine, est grièvement blessé et laissé pour mort sur les lieux. Un garde est également abattu. Les balles proviennent de la même arme que celle qui a servi pour l'assassinat de Marcheron.
Le « Capitaine » remet l'argent volé à M. Paul, qui le verse sur un compte dans une banque suisse accompagné par le député Chalabert.
Fayard interroge Bouvine, hospitalisé, sur les commanditaires de l'attaque. Bouvine révèle que le « Capitaine » a tué Marcheron sur ordre d'un certain Monsieur Paul, qui blanchit des fonds en Suisse. Fayard fait arrêter les auteurs connus du casse, mais ils ont tous un alibi. Bouvine, à son tour, est assassiné par le « Capitaine » à l'hôpital avant de pouvoir faire d'autres révélations.
L'enquête rebondit lorsque Fayard découvre que certains des hommes en détention avaient sur eux des boîtes d'allumettes d'un domaine rural. C'est là que se cachent Pradal et Joanno. Une descente de police y est organisée ; Marec est blessé au genou, tandis que Pradal et Joanno sont abattus. Le domaine appartient à une société commerciale dirigée par Degueldre, qui a combattu en Algérie, où il était connu sous le nom de « Monsieur Paul ».
Steiner, qui a obtenu de Fayard les données sur la société de négoce et sur Degueldre, met en garde Fayard contre Degueldre, qui est un gros problème et représente un danger sérieux. D'autres indices semblent également conduire vers Degueldre. Celui-ci est le chef régional du Service d'action civique, auquel appartenaient plusieurs des participants au vol de la fourgonnette, ainsi que Pradal et Marcheron.
L'audition de Degueldre, en présence du procureur général Arnould, tourne à l'esclandre et Degueldre menace Fayard. Ce dernier établit des liens entre Degueldre et Pradal, qui se connaissaient tous deux depuis la Guerre. Peu de temps après, sa hiérarchie propose à Fayard une promotion avec un poste à Bordeaux. Cependant, celui-ci continue ses recherches et, avec l'aide de Steiner, découvre que les actionnaires de la société commerciale de Degueldre comprennent également des politiques tels que le député Chalabert et le secrétaire d'État Valentis. Sur le chemin du retour à son appartement avec sa compagne Michèle, Fayard est victime d'une attaque armée. Touché par plusieurs balles et alors qu'il tentait de se réfugier sous une voiture, il est finalement abattu d'une balle dans la tête en pleine rue. Sa serviette pleine de documents compromettants est emportée par l'assassin.
Quelque temps plus tard, les usines Camus célèbrent leur rachat par la Socotra, société détenue par Lucien Degueldre. Les anciens bâtiments vont ainsi être démolis lors d'une cérémonie où des visages familiers apparaissent : ceux du secrétaire d'État Valentis, du député Chalabert, du président du tribunal Chazerand, de Degueldre et du procureur général Arnould. Steiner s'adresse au Procureur général, lui affirme qu'il sait qui est responsable du meurtre du Juge Fayard et qu'il connait les raisons de son assassinat. Steiner lui demande de lui confier l'affaire Fayard. Arnould indique que Fayard a laissé un dossier vide qui ne permet pas d'engager de véritables poursuites. Steiner lui laisse entendre que Fayard lui avait donné tous les fichiers compromettants, et qu'il les a déjà copiés et transmis à d'autres collègues qui pourraient prendre sa suite au cas où il lui arriverait quelque chose. Arnould lui reproche d'avoir poussé Fayard à continuer l'enquête et d'être responsable de sa mort, puis il part, ignorant la demande de Steiner.

## Fiche technique
- Titre : Le Juge Fayard dit « le Shériff »
- Réalisation : Yves Boisset, assisté de Sébastien Grall
- Scénario : Yves Boisset et Claude Veillot
- Musique : Philippe Sarde
- Photographie : Jacques Loiseleux
- Décors : Serge Sommier
- Costumes : Manuel Tortosa
- Son : Michel Chamard
- Cascades : Dany Gaillard
- Montage : Albert Jurgenson et Laurence Leininger
- Production : Yves Peyrot, Yves Gasser et Lise Fayolle
  - Production déléguée : Henri Gilles
  - Production associée : Daniel Messère
- Sociétés de production : Production Companies, Action Films, Filmédis et Société française de production
- Sociétés de distribution : Compagnie commerciale française cinématographique (distributeur d'origine), Jupiter Communications
- Pays de production :  France
- Langue originale : français
- Format : couleurs par Eastmancolor - 1,66:1 - 35mm - son monophonique
- Genre : policier, drame, thriller
- Durée : 112 minutes
- Date de sortie :
  - France : 12 janvier 1977 ; 2 avril 2014 (ressortie en version restaurée)
- Classification :
  - France (mention CNC) : tous publics, art et essai[1]
- Affiche : René Ferracci (France)

## Distribution
- Patrick Dewaere : le Juge Jean-Marie Fayard dit « le Shériff »
- Aurore Clément : Michèle Louvier, compagne de Fayard
- Philippe Léotard : l'inspecteur Marec
- Michel Auclair : Simon Pradal, dit « le Docteur »
- Jean Bouise : le procureur général Arnould
- Daniel Ivernel : Marcheron
- Jean-Marc Bory : Lucien Degueldre, dit « Monsieur Paul »
- Henri Garcin : le substitut Picot
- Jacques Spiesser : le juge Jacques Steiner
- Marcel Bozzuffi : Joanno, dit « le Capitaine »
- Roland Blanche : Paul Lecourtois, dit Paulo
- Philippe Brizard : le directeur de la prison
- Bernard Giraudeau : le juge Davoust
- Jean Martin : le médecin de l'hôpital
- Hélène Vallier : une infirmière
- Jean-Marc Thibault : Camus
- Georges Wod : Me Lenormand
- Jacques Ramade : M. Lacaze, le pompiste
- Van Doude : le gardien du manoir
- Myriam Mézières : Jenny Alfaric, la tenancière du bordel
- Odile Poisson : Mlle Pichon, l'assistante de Fayard
- Yves Afonso : Philippe Lecca, un homme de main
- François Dyrek : José Bouvines
- Roger Ibáñez : Sauveur Sotero
- Jacques Zanetti : José-Maria Sotero
- Jacqueline Doyen : Mme Fayolle, archiviste au tribunal
- René Bouloc : un journaliste
- Denise Péron : la voisine
- Luc Florian : Keller, collègue de Paulo, membre du SAC
- Marie-Pierre de Gérando : le commissaire Fougerolles
- Maurice Dorléac : le président de tribunal Chazerand
- Jean Turlier : le député Chalabert
- Carole Lange : Cathy Davoust
- Jacques Ebner
- Guy Dhers
- Jacky Pratoussy

## Tournage
Le tournage du film s'est déroulé à Saint-Étienne et à Aix-en-Provence pour les scènes du Palais de justice.
Le nom de la ville qui sert de cadre au film n'est jamais mentionné, mais il est fait allusion à un gang des Stéphanois. Ce gang des Stéphanois est probablement une allusion au célèbre gang des Lyonnais. De même, les véhicules du transfert de fonds attaqué portent le logo « Garde Loire ». L'action est donc probablement censée se dérouler à Saint-Étienne, où le film a d'ailleurs été en partie tourné.
Lors du tournage du film, Yves Boisset observe Patrick Dewaere qui, selon lui, n'interprète pas le rôle mais l'incarne et le vit, et révèle alors (dans le livre de Mado Maurin) : « Ce jour-là, j'ai compris qu'il ne jouait pas, mais qu'il vivait la scène et je me suis dit, mon Dieu, il est en danger ! ».

Au cours de la préparation d'une séquence qui devait être tournée au palais de justice d'Aix-en-Provence, Dewaere, contrarié par l'interdiction de manger à l'intérieur de l'édifice, s'énerve contre le réalisateur, qui entendait le raisonner. Devant toute l'équipe technique, l'acteur propose de se battre avec Yves Boisset, pour régler la question de manière virile. Après avoir échangé deux coups de poing avec le réalisateur, Dewaere se met à rire et déclare : « Au moins, maintenant, on est copains ! ». La fin du tournage se déroule sans aucun accroc, l'acteur s'attachant à exécuter scrupuleusement tout ce que lui demande le metteur en scène.
Selon Boisset (cité dans le même ouvrage), l'acteur dissimule alors en réalité son hyper-sensibilité et sa très grande pudeur par de constantes provocations, un comportement volontairement agressif, « parce que même pour un empire, il n'aurait pas voulu être tout simplement gentil ». Il ajoute que l'acteur souffre alors considérablement de sa rupture avec Miou-Miou, survenue quelques semaines auparavant, l'actrice l'ayant quitté pour rejoindre le chanteur Julien Clerc. 
Yves Boisset raconte qu'une nuit, à Saint-Étienne, de retour d'une réunion tardive avec le maire, il aperçoit Dewaere en train d'arracher les dizaines d'affiches de Julien Clerc qui est alors en tournée dans la même ville. Le réalisateur n'ose pas le surprendre et comprend alors qu'il « devait être terriblement malheureux ». 
Dans le même livre, Yves Boisset explique à Mado Maurin qu'après Le Juge Fayard dit le Shérif, il mesure à quel point ses rôles peuvent influencer la vie de Dewaere. Le réalisateur se jure alors de ne lui proposer que des personnages et des histoires positives, comme dans les films La Clé sur la porte ou encore Le Prix du danger, dans lequel Dewaere ne pourra jamais tourner, ayant mis fin à ses jours quelques mois avant le début du tournage.

## Sortie et accueil

### Le SAC
Le Juge Fayard dit « le Shériff » sort dans les salles françaises le 12 janvier 1977. Néanmoins, la veille de la sortie, une décision de justice à la suite de la plainte du SAC, qui est cité à plusieurs reprises dans le film, donna gain de cause à l'organisme politique et contraint les auteurs du film de « supprimer quelques répliques et à effectuer une coupe où apparaît le nom de cette association » d'après le carton précédant la projection du film. Yves Boisset et son monteur s'emparent des copies déjà dans les salles et poinçonnent la bande sonore où l'on entend la référence au SAC.
Le nom du SAC clairement cité dans le film est jugé diffamatoire, tout comme l'utilisation du nom d'un député nommé Chalabert dont la consonance pouvait rappeler celle du ministre Albin Chalandon. Les répliques contenant ce nom d'homme politique fictif ont été remplacées par d'autres faisant référence à un nom sémantiquement plus neutre [citation nécessaire]. À la suite d'une décision de justice, le nom du SAC est remplacé par un « bip » lors de la sortie du film en salle. Yves Boisset raconte : « La presse en a parlé, et il s'est passé une chose formidable : dans les salles, lorsque le "bip" retentissait, les spectateurs criaient "Le SAC ! Le SAC ! ». Par la suite, Yves Boisset a vu sa voiture vandalisée, et lui-même a été tabassé, il reçoit des menaces contre lui et ses enfants. Lorsqu'il tourne en Irlande le film Un taxi mauve, il s'installe avec ses enfants dans une ferme protégée par l'I.R.A. : il s'était dit que « même si l'armée britannique ne parvenait pas à toucher à ces endroits-là, les guignols de Pasqua et du SAC n'y arriveraient pas non plus ! ». Avec la dissolution du SAC par François Mitterrand le 3 août 1982, la censure a été annulée. Lors de la diffusion du film à la télévision à partir de la fin des années 1980, le nom du SAC apparaît dès qu'il est prononcé, sans aucune censure.

Le film passe en novembre 1979 aux Dossiers de l'écran en présence d'Alain Peyrefitte et de Jean-François Kahn. Le premier rappelle que le film amalgame des éléments appartenant à plusieurs affaires distinctes des années 1970 (inculpation d'un patron à la suite d'un accident du travail, mutation à Hazebrouck d'un juge « zélé », et bien sûr l'assassinat du juge Renaud). Le second fait valoir que ces affaires controversées ont cependant bien toutes eu lieu en France au cours des deux mêmes décennies. Le débat reste courtois.

### Accueil critique
Lors de sa sortie en salles, Le Juge Fayard est bien accueilli par la critique : pour Pierre Billard du Journal du dimanche, il s'agit d'un « film coup-de-poing qui secoue la léthargie du cinéma français », alors que Raymond Lefèvre de La Saison cinématographique, note que Boisset a construit « tout son film à partir d'une rencontre entre la Série Noire et la satire politique » et « se fait ainsi le champion d'un cinéma authentiquement populaire et, malgré certains schématismes, la réussite est certaine » et Jean-Paul Grousset du Canard Enchaîné salue la prestation de Patrick Dewaere. Parmi les critiques favorables au film, Michel Flacon du Point écrit que « Boisset a du punch, et nous tient en haleine jusqu'au bout » et la rédaction de L'Humanité Dimanche précise qu'il s'agit du « plus achevé et le plus mûr des films de Boisset ».
Toutefois, Michel Mohrt du Figaro, critique le conformisme de Boisset, qui veut faire, selon le critique, « un cinéma qui dérange et « fasse réfléchir » », tout en ajoutant que « ce qui serait « dérangeant », ce serait de nous montrer un juge intègre, quoique traditionaliste, et qui croit qu'un magistrat est fait pour appliquer les lois, non pour les contester et faire de la politique ».

### Box-office
Le Juge Fayard dit « le Shériff » connaît un excellent démarrage lors de sa première semaine d'exploitation avec une troisième place au box-office avec plus de 123 000 entrées, dont plus de 105 000 entrées sur Paris où il prend directement la première place. L'excellent accueil critique et la publicité faite autour de la décision judiciaire rendu en faveur du SAC permet au film de connaître un succès auprès du public.
| Semaine | Semaine                           | Rang | Entrées | Cumul   | no 1 du box-office hebdomadaire   |
| ------- | --------------------------------- | ---- | ------- | ------- | --------------------------------- |
| 1       | du 12 au 17 janvier 1977          | 1    | 105 740 | 105 740 | Le Juge Fayard dit « le Shériff » |
| 2       | du 18 au 25 janvier 1977          | 2    | 87 540  | 193 280 | Le Gang                           |
| 3       | du 26 janvier au 1er février 1977 | 1    | 71 429  | 264 709 | Le Juge Fayard dit « le Shériff » |
| 4       | du 2 au 8 février 1977            | 2    | 53 853  | 318 562 | À chacun son enfer                |
| 5       | du 9 au 15 février 1977           | 4    | 45 952  | 364 514 | Le Gang                           |
| 6       | du 16 au 22 février 1977          | 5    | 41 514  | 406 028 | La Bataille de Midway             |
| 7       | du 23 février au 1er mars 1977    | 8    | 34 268  | 440 296 | La Bataille de Midway             |
| 8       | du 2 au 8 mars 1977               | 14   | 21 261  | 461 557 | Quand la Panthère rose s'emmêle   |

| Semaine | Semaine                           | Rang | Entrées | Cumul     | no 1 du box-office hebdomadaire |
| ------- | --------------------------------- | ---- | ------- | --------- | ------------------------------- |
| 1       | du 12 au 17 janvier 1977          | 3    | 123 167 | 123 167   | King Kong                       |
| 2       | du 18 au 25 janvier 1977          | 2    | 190 447 | 313 614   | King Kong                       |
| 3       | du 26 janvier au 1er février 1977 | 3    | 188 141 | 501 755   | Le Gang                         |
| 4       | du 2 au 8 février 1977            | 3    | 155 836 | 657 591   | Le Gang                         |
| 5       | du 9 au 15 février 1977           | 3    | 153 999 | 811 590   | King Kong                       |
| 6       | du 16 au 22 février 1977          | 3    | 149 185 | 960 775   | Lâche-moi les baskets           |
| 7       | du 23 février au 1er mars 1977    | 3    | 135 235 | 1 096 010 | La Bataille de Midway           |
| 8       | du 2 au 8 mars 1977               | 3    | 98 597  | 1 194 607 | Lâche-moi les baskets           |
| 9       | du 9 au 15 mars 1977              | 5    | 86 149  | 1 280 756 | Lâche-moi les baskets           |
| 10      | du 16 au 22 mars 1977             | 5    | 80 496  | 1 361 252 | Lâche-moi les baskets           |
| 11      | du 23 au 29 mars 1977             | 10   | 65 042  | 1 426 294 | Peter Pan                       |
| 12      | du 30 mars au 5 avril 1977        | 14   | 53 209  | 1 479 503 | Peter Pan                       |
| 13      | du 6 au 12 avril 1977             | 21   | 42 226  | 1 521 729 | Peter Pan                       |
| 14      | du 13 au 19 avril 1977            | 22   | 32 686  | 1 554 415 | Violette et François            |

### Exploitation ultérieure
Malgré le succès public lors de sa sortie en salles, Le Juge Fayard dit « le Shériff » fut peu édité sur support vidéo. Le long-métrage connaît une édition VHS en 1982 chez l'éditeur D.E.C., rééditée par Polygram Vidéo la même année. Le film est réédité avec une autre jaquette par l'éditeur Fil à Fims. Ce n'est qu'en juin 2014 que Le Juge Fayard sort pour la première fois en DVD, édité par Jupiter Films dans une version restaurée et contenant en bonus une interview d'Yves Boisset aux côtés du magistrat Éric de Montgolfier.
Le film a connu plusieurs diffusions à la télévision française, la première datant du 6 novembre 1979 sur Antenne 2 à 20 h 35 dans le cadre de l'émission Les Dossiers de l'écran. L'Inathèque, qui collecte les archives audiovisuelles depuis 1995, a recensé huit diffusions du long-métrage à la télévision entre 2000 et 2014, dont cinq rien que sur Arte en juin 2000 et en mars 2014

## Distinctions
- Prix Louis-Delluc 1976
- Nomination au César du meilleur acteur pour Patrick Dewaere (1978)
- Nomination au César du meilleur acteur dans un second rôle pour Philippe Léotard et Jean Bouise (1978)